# PGE Solano Centrum Cup
PGE Solano Centrum Cup – (Drobex Centrum Cup w latach 2017-2018) męski turniej tenisowy rozgrywany w Bydgoszczy na kortach ceglanych sportowego klubu tenisowego „Centrum”. Impreza zaliczana jest do cyklu ITF Men's Circuit. Dyrektorem turnieju jest Ryszard Robaszkiewicz. Pula nagród wynosi 25 000 dolarów amerykańskich.

## Mecze finałowe

### gra pojedyncza
| Rok              | Mistrz          | Finalista         | Wynik            |
| 2019             | Nicolás Álvarez | Daniel Michalski  | 7:5, 6:3         |
| 2018             | Jeremy Jahn     | Pedro Sakamoto    | 6:3, 6:4         |
| 2017             | Mats Moraing    | Aleksandar Vukic  | 6:2, 7:5         |
| 2016             | Maxime Janvier  | Andriej Kapaś     | 6:3, 6:3         |
| ↑ ITF 25 000 $ ↑ |                 |                   |                  |
| 2015             | Axel Michon     | Marcin Gawron     | 6:3, 6:4         |
| 2014             | Dušan Lojda     | Václav Šafránek   | 6:3, 5:7, 7:6(6) |
| 2013             | Rui Machado     | Benjamin Balleret | 7:6(5), 6:1      |
| 2012             | Dušan Lojda     | Michał Przysiężny | 6:2, 3:6, 7:5    |
| 2011             | Dušan Lojda     | Piotr Gadomski    | 6:0, 6:3         |
| ↑ ITF 15 000 $ ↑ |                 |                   |                  |
| 2010             | Siarhei Betau   | Grzegorz Panfil   | 7:5, 3:6, 6:3    |
| ↑ ITF 10 000 $ ↑ |                 |                   |                  |

### gra podwójna
| Rok              | Mistrzowie                         | Finaliści                          | Wynik             |
| 2019             | Władysław Manafow David Pichler    | Adam Taylor Jason Taylor           | 6:3, 6:4          |
| 2018             | Karol Drzewiecki Mateusz Kowalczyk | Michał Mikuła Yann Wójcik          | 7:6(3), 6:4       |
| 2017             | Michał Dembek Hubert Hurkacz       | Karol Drzewiecki Maciej Smoła      | 6:2, 6:7(9), 10–6 |
| 2016             | Maximilian Neuchrist David Pel     | Michał Dembek Grzegorz Panfil      | 6:1, 7:5          |
| ↑ ITF 25 000 $ ↑ |                                    |                                    |                   |
| 2015             | Karol Drzewiecki Maciej Smoła      | Eduardo Dischinger Bruno Sant'Anna | 7:6(4), 5:7, 10–8 |
| 2014             | Robert Rumler Václav Šafránek      | Jérôme Inzerillo Arthur Surreaux   | 1:6, 6:4, 10–6    |
| 2013             | Andriej Kapaś Grzegorz Panfil      | Adam Chadaj Marek Michalicka       | 3:6, 6:4, 10–5    |
| 2012             | Artem Smirnov Andrej Wasileuski    | Grzegorz Panfil Michał Przysiężny  | 7:6(6), 6:0       |
| 2011             | Andriej Kapaś Mateusz Kowalczyk    | Piotr Gadomski Maciej Smoła        | 7:5, 6:4          |
| ↑ ITF 15 000 $ ↑ |                                    |                                    |                   |
| 2010             | Rafal Gozdur Mateusz Szmigiel      | Michal Navratil Robert Rumler      | 6:2, 6:2          |
| ↑ ITF 10 000 $ ↑ |                                    |                                    |                   |